# Fuerza Aérea Colombiana
La Fuerza Aérea Colombiana, spesso abbreviata in FAC, è l'attuale aeronautica militare della Colombia e parte integrante delle forze armate della Colombia.

## Storia

### Origini
L'aviazione militare prende avvio, in Colombia, nel 1919, quando viene fondata una scuola di aviazione per L'esercito colombiano. L'unità venne ufficialmente creata il 15 febbraio 1919 a Flandes, nel dipartimento di Tolima grazie al supporto di una missione francese capeggiata dal colonnello Rene Guichard. La scuola di aviazione aveva inizialmente a disposizione tre Caudron G.3 E-2, tre Caudron G.4 A-2 e quattro Nieuport 11; la scuola venne però chiusa a causa delle avversità economiche dell'anno 1922.
La scuola fu riaperta l'8 novembre 1924 a Madrid, nel dipartimento di Cundinamarca, con il supporto di una missione svizzera capeggiata dal capitano Henry Pillichody. Gli aeromobili utilizzati furono quattro Wild WT e otto Wild X, che effettuarono il loro primo volo il 7 agosto 1927. In seguito, nel dicembre 1928, ebbe luogo per la prima volta in Colombia una dimostrazione di aeromobili da combattimento: alcuni Curtiss Falcon O-1 provenienti dagli Stati Uniti d'America.

### La guerra contro il Perù
Il 1º settembre 1932 un nutrito gruppo di civili peruviani superò il confine con la Colombia ed occupò la città di Leticia, nell'Amazzonia, sostenendo che la città apparteneva originariamente al territorio peruviano. In quell'epoca la forza aerea colombiana constava solo di undici istruttori, quattro aeromobili Osprey C-14R ed un Curtiss Falcon O-1, ma dopo questi fatti ricevette il pieno supporto finanziario dal Congresso colombiano. La Colombia acquistò aeromobili dagli Stati Uniti d'America e dalla Germania, mentre altri velivoli vennero presi dalla SCADTA (Sociedad Colombo-Alemana de Transporte Aéreo), una compagnia di linea che operava a quei tempi in Colombia. Gli aeromobili acquistati furono: quattro Junkers F 13, quattro Junkers W 34 e tre Junkers K 43, sei Junkers Ju 52, due Dornier Merkur II, quattro Dornier Do J Wal, venti Curtiss Falcon F-8F e 30 Curtiss Hawk II.
Questo contingente venne inviato nel Sud della Colombia per fronteggiare le forze peruviane con i principali obiettivi di rifornimento del fronte, pattugliamento e attacco aria-terra. La flotta venne divisa in tre squadroni e venne adottato Puerto Boy come campo di volo principale. Il combattimento più importante avvenne il 14 febbraio 1933 a Tarapacá, dove la guarnigione peruviana venne bombardata da sette aeromobili colombiani e successivamente attaccata dalle forze di terra. Invece il 26 marzo dello stesso anno, nel villaggio di Guepi, undici velivoli e due navi (la MC Cartagena e la MC Santa Marta) bombardarono le posizioni peruviane e riuscirono successivamente ad impossessarsi del villaggio.
L'ultima azione durante il conflitto contro il Perù si svolse l'8 maggio 1933, quando si scontrarono le due forze aeree. I velivoli peruviani stavano attaccando la flotta fluviale colombiana nel fiume Algodón e vennero sorpresi da uno squadrone colombiano. Uno degli aeromobili peruviani, un Douglas O-38P, venne abbattuto e successivamente trasportato in territorio colombiano.
Il 24 maggio 1933 venne dichiarato il cessate il fuoco e si raggiunse un accordo tra le parti grazie all'intervento della Società delle Nazioni. La città di Leticia tornò ad essere colombiana e l'aereo catturato venne restituito al Perù.
Alla fine della guerra si contarono quattro piloti morti (tra cui un tedesco) in quattro diversi incidenti, non collegati ad azioni di combattimento.

### Dagli anni trenta ad oggi
Nel 1935 la Colombia acquistò i suoi primi modelli di aerei da combattimento monoposto costruiti in alluminio: quattro Seversky P-35.
Dopo la fine della guerra contro il Perù le basi aeree in Amazzonia vennero smantellate e le truppe vennero accolte in nuove basi come quella di Esquinas nel dipartimento di Caquetá, quella di Palenquero nel dipartimento di Cundinamarca e quella di San José del Guaviare nel dipartimento di Guaviare.
La scuola di aviazione è stata spostata a Cali, mentre le scuole di radiotelegrafia e di manutenzione sono state lasciate a Madrid.

## Organizzazione
L'aeronautica militare consta di sei comandi principali, ciascuno dei quali conosciuto con il nome di Comando Aéreo de Combate (CACOM)
- Comando Aéreo de Combate No. 1 (CACOM-1), a Puerto Salgar, in Cundinamarca.
  - Grupo de combate Nº 11
    - Escuadrón de Combate 111 Dardos (Kfir C7, Kfir TC7)
    - Escuadrón de Combate 112 Mirage (Mirage 5COAM, Mirage 5CODM)
    - Escuadrón de Combate Táctico 113 Fantasma (AB212 Rapáz, AC-47T Fantasma, Sikorsky S-70)
    - Escuadrón de Combate 116 Tango (Cessna T-37 Tweet)
- CACOM 2|Comando Aéreo de Combate No. 2 (CACOM-2), ad Apiay, in Meta.
  - Grupo de Combate Nº 21
    - Escuadrón de Combate 211 Grifos (A-29B Super Tucano)
    - Escuadrón de Combate 212 Tucanos (AT-27 Tucano)
    - Escuadrón de Combate Táctico 213 (AH-60L Arpía III, C212-300, C208-675, SA2-37B Vampiro, SR-560)

  - Grupo de Combate Nº 22 di stanza a Yopal, in Casanare.
    - Escuadrón de Combate 221 Bronco (North American OV-10 Bronco)
- Comando Aéreo de Combate No. 3 (CACOM-3), a Barranquilla, in Atlántico.
  - Grupo de Combate 31
    - Escuadrón de Combate 311 Dragones (Cessna A-37 Dragonfly).
    - Escuadrón de Combate 312 Drakos (A-29B Super Tucano).
    - Escuadrón de Combate Táctico 313 (AC-47T Fantasma, Bell 212 Rapáz, C-95A, SA2-37B Vampiro, SR-26B Tracker, Bell UH-1 Iroquois).
- Comando Aéreo de Combate No. 4 (CACOM-4), a Melgar, in Tolima.
  - Grupo de Combate 41
    - Escuadrón de Combate 411 Rapaz (Bell 212).
    - Escuadrón de Asalto Aéreo 412 (Bell UH-1 Iroquois).
    - Eccuadron de Ataque 413 Escorpion (MD 500/530).

  - Grupo CSAR.
  - Escuela de Helicópteros de las Fuerzas Armadas.
    - Escuadrón de Vuelo (Bell UH-1 Iroquois, Bell 206).
- Comando Aéreo de Combate No. 5 (CACOM-5), a Rionegro, in Antioquia.
  - Grupo de Combate 51
    - Escuadrón de Combate 511
    - Escuadrón de Operaciones Especiales 512
- Comando Aéreo de Combate No. 6 (CACOM-6), a Tres Esquinas, in Caquetá.
  - Grupo de Combate 61
    - Escuadrón de Combate 611
    - Escuadrón de Combate Táctico 613
- Comando Aéreo de Transporte Militar (CATAM), a Bogotà.
  - Grupo de Transporte Aéreo 81
    - Escuadrón de Transporte 811
    - Escuadron de Evacuación Medica.

  - Grupo de Vuelos Especiales 82
    - Escuadrón de Transporte Especial 821
- Comando Aéreo de Mantenimiento (CAMAN), a Madrid, in Cundinamarca.
  - Grupo de Transporte Aéreo 91
    - Escuadrón de Transporte 911
- Grupo Aéreo del Caribe (GACAR), in San Andrés, Providencia e Santa Catalina.
  - Escuadrón de Combate 101
    - Escuadrilla de Combate Táctico 1013
- Grupo Aéreo del Oriente (GAORI), a Marandua, in Vichada.
  - Grupo de Combate 111
    - Escuadrilla de Combate Táctico 1113
- Escuela Militar de Aviación (EMAVI), a Cali, nella Valle del Cauca.
  - Grupo de Educación Aeronáutica
    - Escuadrón Básico

  - Grupo de Combate 71
    - Escuadrón de Combate Táctico 713
- Escuela de Suboficiales (ESUFA), a Madrid, in Cundinamarca.
- Instituto Militar Aeronáutico (IMA), a Bogotà.
- Servicio de Aeronavegación a Territorios Nacionales (SATENA).

## Aeromobili in uso
Sezione aggiornata annualmente in base al World Air Force di Flightglobal del corrente anno. Tale dossier non contempla UAV, aerei da trasporto VIP ed eventuali incidenti accorsi durante l'anno della sua pubblicazione. Modifiche giornaliere o mensili che potrebbero portare a discordanze nel tipo di modelli in servizio e nel loro numero rispetto a WAF, vengono apportate in base a siti specializzati, periodici mensili e bimestrali. Tali modifiche vengono apportate onde rendere quanto più aggiornata la tabella.
| Aeromobile                     | Origine     | Tipo                                                | Versione (denominazione locale) | In servizio (2024) | Note | Immagine |
| Aerei da combattimento         |             |                                                     |                                 |                    | |          |
| IAI Kfir                       | Israele     | cacciabombardiereconversione operativa              | Kfir C.10Kfir TC.10             | 173                | 12 Kfir C-7 acquistati nel 1989-1990. Nel 2007 fu varato un programma per portare a 24 i Kfir in servizio, e tutti aggiornati agli standard C10/12, attraverso l'upgrade dei 10 superstiti e nuove acquisizioni. Il 21 luglio 2009 un KFIR matricola 3004 esce di pista mentre atterra all'aeroporto Rafael Núñez di Cartagena (Colombia) attraversando la strada carrabile e finendo ai principi della spiaggia fortunatamente i piloti sono rimasti illesi. Ulteriori 2 biposto Kfir TC-2 nel 2017. Al marzo 2019, dei 23 aerei in organico, solo 15 erano operativi (12 monoposto e 3 biposto). |          |
| Embraer EMB 314 Super Tucano   | Brasile     | aereo d'attacco leggero                             | A-29B                           | 24                 | 25 AT-29B acquistati nel 2005, un esemplare perso nel 2012. |          |
| Douglas AC-47 Fantasmas        | Stati Uniti | cannoniera volante                                  | AC-47T                          | 6                  | 10 esemplari consegnati. 8 aggiornati da Basler a BT-67 tra gli anni '90 e 2000. |          |
| Saab JAS 39 Gripen             | Svezia      | caccia multiruoloconversione operativa              | JAS-39EJAS-39F                  | 0                  | Il 2 aprile 2025 il Governo colombiano ha confermato di aver selezionato il JAS-39E/F come nuovo aereo da combattimento per la propria forza aerea, non specificando, però, il numero degli esemplari da ordinare. |          |
| Aerei per impieghi speciali    |             |                                                     |                                 |                    | |          |
| Citation SR-560 Horus          | Stati Uniti | aereo da osservazione                               | SR-560                          | 5                  | 5 consegnati. |          |
| Beechcraft King Air 350        | Stati Uniti | aereo da guerra elettronica                         | B350                            | 3                  | |          |
| Cessna 208 Grand Caravan       | Stati Uniti | aereo da ricognizione                               | C-208                           | 6                  | |          |
| Rockwell Turbo Commander       | Stati Uniti | aereo da pattugliamento marittimo                   | Turbo Commander                 | 1                  | 4 consegnati. |          |
| Aerei per rifornimento in volo |             |                                                     |                                 |                    | |          |
| Boeing KC-767                  | Stati Uniti | aereo per il rifornimento in volo                   | KC-767                          | 1                  | 1 consegnato nel 2010. |          |
| Boeing 707                     | Stati Uniti | aereo per il rifornimento in volo                   | B-707-320C                      | 1                  | 1 B707C modificato consegnato nel 1991. |          |
| Aerei da trasporto             |             |                                                     |                                 |                    | |          |
| Lockheed C-130 Hercules        | Stati Uniti | aereo da trasportoaereo per il rifornimento in volo | C-130B C-130HKC-130H            | 151                | 2 C-130B ex Royal Canadian Air Force ricevuti nel 1968. Ulteriori 8 C-130B e 2 C-130H ex USAF ricevuti a partire dal 1984. Ulteriori 3 aerei, presi dai surplus dell'USAF, sono stati consegnati, uno a settembre 2020, e due il 3 agosto 2021. |          |
| CASA C-212 Aviocar             | Spagna      | aereo da trasporto                                  | C-212-300                       | 4                  | 5 consegnati. |          |
| CASA CN-235                    | Spagna      | aereo da trasporto                                  | CN-235-200                      | 3                  | 3 consegnati. |          |
| CASA C-295                     | Spagna      | aereo da trasporto                                  | C-295M                          | 6                  | 6 consegnati. |          |
| Beechcraft Queen Air           | Stati Uniti | aereo da trasporto                                  | 65-B80                          | 4                  | 11 consegnati. |          |
| Beechcraft King Air            | Stati Uniti | aereo da trasporto leggero                          | C-90                            | 3                  | 8 consegnati. |          |
| Beechcraft Super King Air      | Stati Uniti | aereo da trasporto leggero                          | B300B350                        | 6                  | |          |
| Boeing 737                     | Stati Uniti | aereo da trasporto VIP                              | B 737-400FB 737-700             | 3                  | 1 737-700 ricevuto nel 2004 e 2 737-400F acquistati di seconda mano nel 2013. Ulteriori 2 737-700 ordinati e consegnati alla fine di luglio 2022. 1 ulteriore 737-700 di seconda mano ricevuto ad aprile 2023. |          |
| Fokker F28                     | Paesi Bassi | aereo da trasporto VIP                              | F28 Mk.3000C                    | 1                  | 1 F28 Mk.1000 utilizzato dal 19 febbraio 1971 all'aprile del 2025, più 1 F28 Mk.3000C utilizzato per il trasporto VIP. |          |
| Embraer EMB 110 Bandeirante    | Brasile     | aereo da trasporto leggeroMedEvac                   | EMB 110P1A                      | 2                  | 2 EMB 110P1 acquisiti nel 1992. |          |
| Gavilan 358                    | Colombia    | aereo da trasporto leggero                          | Gavilan 358M                    | 4                  | 4 consegnati. |          |
| Piper PA-31 Navajo             | Stati Uniti | aereo da trasporto leggero                          | PA-31T Cheyenne                 | 1                  | 5 consegnati. |          |
| Piper PA-34 Seneca             | Stati Uniti | aereo da trasporto leggero                          | PA-34                           | 1                  | 6 consegnati. |          |
| Cessna 208 Grand Caravan       | Stati Uniti | aereo da trasporto leggero                          | Cessna 208                      | 10                 | |          |
| Cessna 402                     | Stati Uniti | aereo da trasporto leggero                          | C-402                           | 1                  | |          |
| Dornier Do 328                 | Germania    | trasporto passeggeri                                |                                 | 6                  | Utilizzati dalla SATENA |          |
| Embraer ERJ 145                | Brasile     | trasporto passeggeri                                | 50 posti                        | 5                  | Utilizzati dalla SATENA. |          |
| Embraer E-Jets                 | Brasile     | trasporto passeggeri                                | 76 posti a classe singola       | 2                  | Utilizzati dalla SATENA |          |
| Let L-410 Turbolet             | Rep. Ceca   | trasporto passeggeri                                | 19 posti a classe singola       | 3                  | Utilizzati dalla SATENA |          |
| Aerei da addestramento         |             |                                                     |                                 |                    | |          |
| Embraer EMB 312 Tucano         | Brasile     | aereo da addestramento aereo d'attacco leggero      | AT-27M                          | 12                 | 14 T-27 consegnati a partire dal 1992. Al luglio 2020 i 14 T-27 sono stati portati allo standard T-27M (con un programma della durata di sei anni) e sottoposti ad un aggiornamento che comprende nuovi sistemi avionici, miglioramenti strutturali e nuovi sistemi di atterraggio. Utilizzati anche per il ruolo COIN. Due esemplari sono stati persi dopo una collisione in volo il 1 luglio 2023. |          |
| Lancair T-90 Calima            | Colombia    | aereo da addestramento                              | T-90C                           | 23                 | 25 T-90C consegnati tra il 2010 e il 2013. Un esemplare perso a marzo 2017 e uno ad ottobre 2023. |          |
| Cessna 172S Skyhawk            | Stati Uniti | aereo da addestramento                              | C 172S                          | 8                  | 8 Cessna 172S ordinati (dotati di strumentazione Garmin 1000), i primi 4 esemplari consegnati a marzo 2021, gli ultimi 4 a luglio 2022. |          |
| Beechcraft T-6 Texan II        | Stati Uniti | aereo da addestramento                              | T-6C                            | 8                  | 8 T-6C ordinati (fabbisogno complessivo di 24 esemplari) ad ottobre 2020, coi primi due consegnati a maggio 2021 ed entrati in servizio il 12 luglio dello stesso anno. Il 12 ottobre è stato consegnato il quinto esemplare, che rappresenta il 1.000° T-6 Texan II prodotto. |          |
| Elicotteri                     |             |                                                     |                                 |                    | |          |
| Bell UH-1 Iroquois             | Stati Uniti | elicottero utility                                  | UH-1HBell 205                   | 50                 | 10 UH-1H (5 già completati al febbraio 2018) sono in fase di aggiornamento alla versione Huey II che consiste nella sostituzione della turbina Lyncoming T53-L-13B con una più potente T53-L-703 (1.800 shp contro i 1.400 shp della precedente), e la sostituzione del cockpit con uno interamente digitale. Un esemplare è stato perso in un incidente il 29 settembre 2024. |          |
| Bell 212 Rapaz                 | Stati Uniti | elicottero utility                                  | B-212                           | 11                 | 14 consegnati. |          |
| Bell 412                       | Stati Uniti | elicottero utility                                  | 412HP                           | 2                  | L'unico Bell 412EP da trasporto VIP è precipitato ad ottobre 2019. |          |
| MD Helicopters MD500 Defender  | Stati Uniti | elicottero da attacco leggero                       | 369HMMD 530FF MD 500E           | 4                  | |          |
| Sikorsky UH-60 Black Hawk      | Stati Uniti | elicottero utility elicottero da combattimento      | UH-60AUH-60LAH-60 Arpía         | 4810               | |          |
| Bell 206                       | Stati Uniti | elicottero da addestramento                         | Bell 206 B3TH-67                | 47                 | 12 B-206 B3 ricevuti nel 2007 e 24 OH-58A di seconda mano ricevuti nel 2010-2013. Ulteriori 60 TH-67 Creek da addestramento (10 a marzo 2016, 20 nello stesso anno e 30 tra il 2017 e il 2018) risultano consegnati ad agosto 2019. |          |
| AgustaWestland AW139           | Italia      | elicottero da trasporto VIP                         | AW139 VVIP                      | 0                  | 1 AW139 da trasporto VIP ordinato, con consegna nella prima metà del 2021. |          |

Risultano essere in servizio recente anche altri aeromobili:
- Cessna 310
- Enstrom F-28 Falcon
- Piper PA-42 Cheyenne

## Aeromobili ritirati
- Fokker F28 Mk.1000 - 1 esemplare (1971-2025)[22]
- IAI Arava 201 - 1 esemplare (1980-2022)[30]
- Cessna T-41D Mescalero - 30 esemplari (1968-2022)[30][31]
- Cessna T-37B/C Tweet - 36 esemplari (1968-2021)[4][30][36][37][45]
- Cessna OA/A-37B Dragonfly - 72 esemplari (?-2020)[4][30]
- Fairchild C-26B Metro - 3 esemplari (1999-2022)[4][5][30]
- Boeing 727 - 3 esemplari (?-2022)[5][19][46]
- Cessna 550 Citation II
- Piper PA-23 Aztec
- Bell OH-58A - 24 esemplari (2010-2018)[5][42]
- Dassault Mirage 5COR - 2 esemplari (1972-2002)[47]
- North American Rockwell OV-10A Bronco - 15 esemplari (1991-2015)
- de Havilland Canada DHC-2 Beaver
- FMA IA-58A Pucará - 3 esemplari (1989-2008)[48]
- Beechcraft T-34M Mentor
- North American F-86 Sabre
- Lockheed P-80 Shooting Star - 16 esemplari (1958-1966)
- North American B-25 Mitchell
- Seversky P-35